# ’Tis the Fifteenth Season
«’Tis the Fifteenth Season» (с англ. — «Это — пятнадцатый сезон») — седьмой эпизод пятнадцатого сезона мультсериала «Симпсоны». Впервые вышел в эфир 14 декабря 2003 года.

## Сюжет
На Рождество Карл дарит Гомеру DVD-плеер и первый сезон сериала «Частный детектив Магнум» с комментариями от Джона Хиллермана. А сам Гомер уже забыл, что он, в свою очередь, является секретным Сантой Ленни, поэтому, чтобы не расстроить друга, Гомер подарил ему первое, что попалось под руку — пачку конфет. А тем временем мистер Бернс решает вместо выплаты рождественских премий подарить всем работникам АЭС пятидолларовые талоны в кафетерий (кроме Гомера, которому Бернс подарил бейсбольную карточку, на которой изображён Джо Ди Маджо). Чтобы получить деньги на рождественские покупки, Гомер решает продать карточку Продавцу Комиксов, который отдаёт Гомеру всю свою кассу за такой раритет. С большой кучей денег Симпсоны отправляются на праздничный шоппинг в Спрингфилдскую торговую аллею. Гомер обещает семье купить большую и красивую ёлку, но вместо этого он покупает Говорящую Астролябию за 500 долларов. Гомер пытается скрыть от семьи свою эгоистичную покупку и покупает дешёвую засохшую ёлку в неблагополучном квартале Спрингфилда. Мардж с детьми находят Астролябию, после чего они объявляют Гомера эгоистом. К тому же подарок не подлежит возврату, а это значит, что у Гомера уже нет шансов исправиться.
Ночью Гомер в одиночестве смотрит рождественские передачи по телевизору, в частности «Рождественскую песню мистера МакГрю». После просмотра Гомер понимает, насколько эгоистичным он был, и решает исправиться. На следующий день Гомер рассказывает семье о том, что случилось ночью, и торжественно заявляет, что теперь он станет милейшим парнем в городе. Для начала Гомер раздаёт бомжам свою старую одежду; после этого он дарит Ленни кубик с фотографиями его лучших друзей (да ещё и со стёртыми углами для безопасности глаз друга); а за обедом он отдаёт Мардж последний кусок свиной отбивной (как оказалось, она так долго ждала этого момента, что даже расплакалась и этим всерьёз напугала детей). Позже во время мессы Гомер собирает пожертвования с прихожан, причём в этом деле ему удалось на голову обогнать Неда Фландерса, из-за чего последний начинает немного завидовать соседу. Вскоре Гомер залил каток на заднем дворе дома Симпсонов на радость всем жителям города. Вскоре сюда пришёл и сам Нед, который искал пропавших бедняков, для которых он приготовил праздничные закуски. После того, как Гил Гундерсон громко заявляет о том, что Гомер — лучший человек в городе, а Нельсон смеётся над Фландерсом из-за потерянного статуса самого лучшего добродетеля в городе, Нед начинает сильно злиться на Гомера.
Фландерс еле сдерживает свою злость на подобревшего соседа. Он решает купить всем в городе рождественский подарок (деньги на подарки он получил, сдав в аренду свой дом студентам). Гомер решает переплюнуть Фландерса, купив каждому жителю города автомобиль. Но Лиза заявляет отцу, что, являясь буддисткой, она считает, что люди были бы счастливее без подарков. Гомер по-своему воспринимает эти слова и, немного поразмыслив, он решает сделать самое доброе дело: украсть Рождество! Ночью Гомер вместе с Маленьким Помощником Санты пробирается во все дома Спрингфилда и крадёт все подарки жителей города. К утру Гомер подъезжает с огромным мешком к ратуше и ждёт благодарных возгласов горожан. Но не тут-то было: спрингфилдчанам не понравилась «добрая» затея Гомера и они дружной толпой подошли к ратуше, дабы забросать снежками похитителя Рождества. Нед пытается остановить горожан, заявив, что он тоже отчасти является виноватым в поступке Гомера, но толпа решает забросать и его. Но жители Спрингфилда быстро успокаиваются, когда видят в небе звезду, которая, по их мнению, является знаком от Бога (хотя на самом деле это была сигнальная ракета Ганса Молмана, застрявшего в горах). Гомер отдаёт жителям города их подарки, и весь город поёт колядки. А пока радостные спрингфилдчане поют песни, Змей Джейлбёрд тем временем крадёт Астролябию Гомера.

## Культурные отсылки
- Одна из версий «Рождественской песни», которую показывают по телевизору, является пародией на сериал «Звёздный путь».
- Идея Гомера украсть все подарки жителей Спрингфилда является отсылкой на книгу «Как Гринч украл Рождество».
- В сцене у входа в Спрингфилдскую торговую аллею на картине Рембрандта «Урок анатомии доктора Тульпа» присутствует Мо Сизлак.
- Гомер упоминает «Вторники с Морри» — книгу, а позже и телефильм с участием Хэнка Азария: актёра, который озвучивает многих второстепенных персонажей в «Симпсонах».
- Мардж отоваривается в магазине «Victor’s Secret», который является пародией на популярный магазин «Victoria’s Secret».
- Гомер верит, что песню «Stairway to Heaven» пел Иисус, а не группа «Led Zeppelin».

## Отношение критиков и публики
2 ноября 2004 года этот эпизод был выпущен в США на DVD-сборнике «The Simpsons Christmas 2» («Рождество Симпсонов 2») наряду с двумя эпизодами из двенадцатого сезона «Homer vs. Dignity» и «Skinner’s Sense of Snow» и одним эпизодом из четырнадцатого сезона «Dude, Where’s My Ranch?». Рецензируя данный сборник, Брайан Джеймс из журнала «PopMatters» так отозвался о данном эпизоде: «Эпизод «’Tis the Fifteenth Season» не каждый назовёт шедевром, но в этом эпизоде присутствуют Говорящая Астролябия и забавная фраза из песни Гомера. Эти два элемента безусловно заслуживают место на аллее славы «Симпсонов». Обидно, что сейчас такие запоминающиеся моменты появляются не так часто, как десять лет назад, но хорошо и то, что «Симпсоны» предоставляют нам много добротного юмора и теперь, когда некоторые эпизоды неприятно удивляют нас. И всё-таки этот мультсериал по прежнему очень хорош». Кайл Райан с сайта «The A.V. Club» похвалил эпизод, заметив, что в нём присутствует поразительный баланс между острой сатирой и настоящими чувствами.